# Condado de Tolna
Tolna es el nombre de un condado en la parte suroeste de Hungría. Tiene una población estimada, a inicios de 2019, de 217,463 habitantes.
Se ubica en el suroeste de Transdanubio, la parte de Hungría al oeste del Danubio. Al norte limita con el condado de Fejér, al este con el Danubio, al sur con el condado de Baranya y al oeste con el condado de Somogy. El centro administrativo del condado es Szekszárd.

## Subdivisiones
Se divide en seis distritos:
- Distrito de Bonyhád (capital: Bonyhád)
- Distrito de Dombóvár (capital: Dombóvár)
- Distrito de Paks (capital: Paks)
- Distrito de Szekszárd (capital: Szekszárd)
- Distrito de Tamási (capital: Tamási)
- Distrito de Tolna (capital: Tolna)

## Geografía
Topografía
El condado de Tolna está repleto de colinas. El punto más alto es el Dobogó (593 m.)
Clima
Su clima es de transición entre el de la Gran Llanura Húngara y el de Transdanubio.
Geología
El condado de Tolna es pobre en recursos minerales.
Aguas
Los ríos más importantes que pasan por el condado son el Danubio, el Kapos y el Sió.
Naturaleza
Destacan los ciervos de los bosques de Gemenc y los gamos de la reserva de Gyulaj.

## Historia
La administración estatal introducida por Esteban I de Hungría estableció el condado de Tolna. El condado floreció hasta la ocupación turca que lo dejó despoblado. Después de la ocupación campesinos de origen alemán fueron asentados aquí. Hasta 1779 el centro del condado era Simontornya; desde entonces es Szekszárd. Los límites actuales del condado se establecieron en 1950.

## Microrregiones
El condado tiene las siguientes microrregiones:
- Microrregión de Bonyhád
- Microrregión de Dombóvár
- Microrregión de Paks
- Microrregión de Szekszárd
- Microrregión de Tamás

## Economía
En Paks está la única planta nuclear de Hungría que proporciona la mitad de la producción de energía del país. La agricultura del condado es muy productiva gracias a los ríos.

## Turismo
El Danubio, las reservas forestales (Gemenc, Gyulaj), el folklore y la región histórica del vino alrededor de Szekszárd son los puntos turísticos más valorados.

## Localidades

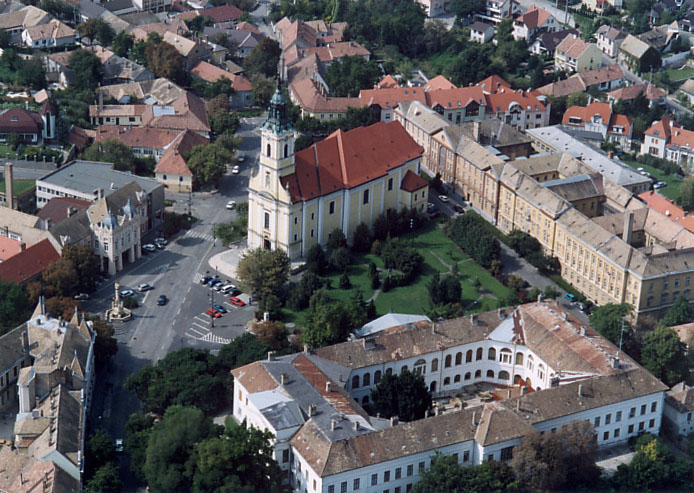
El centro de Szekszárd desde el aire.

Szekszárd es el centro del condado más pequeño de Hungría. Una séptima parte de la población vive en esta ciudad. El condado no tiene ciudades grandes, hay nueve localidades con el rango de ciudad. El condado es rural.

### Centro del condado
- Szekszárd (31 795)

### Ciudades
(estimación oficial al 1° de enero de 2019)
- Dombóvár (18 019)
- Paks (18 623)
- Bonyhád (12 387)
- Tolna (11 053)
- Tamási (7906)
- Dunaföldvár (8443)
- Bátaszék (6072)
- Simontornya (3839)

### Otras localidades
| - Alsónána - Alsónyék - Aparhant - Attala - Báta - Bátaapáti - Belecska - Bikács - Bogyiszló - Bonyhádvarasd - Bölcske - Cikó - Csibrák - Csikóstőttős - Dalmand - Decs - Diósberény | - Döbrököz - Dunaszentgyörgy - Dúzs - Értény - Fadd - Fácánkert - Felsőnána - Felsőnyék - Fürged - Gerjen - Grábóc - Gyönk - Györe - Györköny - Gyulaj - Harc - Hőgyész | - Iregszemcse - Izmény - Jágónak - Kajdacs - Kakasd - Kalaznó - Kapospula - Kaposszekcső - Keszőhidegkút - Kéty - Kisdorog - Kismányok - Kisszékely - Kistormás - Kisvejke - Kocsola - Koppányszántó | - Kölesd - Kurd - Lápafő - Lengyel - Madocsa - Magyarkeszi - Medina - Miszla - Mórágy - Mőcsény - Mucsfa - Mucsi - Murga - Nagydorog - Nagykónyi - Nagymányok - Nagyszékely | - Nagyszokoly - Nagyvejke - Nak - Németkér - Ozora - Őcsény - Pálfa - Pári - Pincehely - Pörböly - Pusztahencse - Regöly - Sárpilis - Sárszentlőrinc - Sióagárd - Szakadát - Szakály | - Szakcs - Szálka - Szárazd - Szedres - Tengelic - Tevel - Tolnanémedi - Udvari - Újireg - Varsád - Váralja - Várdomb - Várong - Závod - Zomba |